# Molina Aterno
Molina Aterno är en ort och kommun i provinsen L'Aquila i regionen Abruzzo i Italien. Kommunen hade 374 invånare (2018).